# Boturići (Aleksandrovac)
Pour les articles homonymes, voir Boturići.
Boturići (en serbe cyrillique : Ботурићи) est un village de Serbie situé dans la municipalité d'Aleksandrovac, district de Rasina. Au recensement de 2011, il comptait 235 habitants.

## Démographie
| 1948 | 1953 | 1961 | 1971 | 1981 | 1991 | 2002 | 2011 |
| ---- | ---- | ---- | ---- | ---- | ---- | ---- | ---- |
| 383  | 413  | 399  | 354  | 336  | 308  | 263  | 235  |

|  |